# Evelien Dekkers
Evelien Dekkers (Etten-Leur, 28 april 1988) is een Nederlandse speerwerpster uit Etten-Leur, nu woonachtig in Wageningen. In haar jeugd deed ze vooral aan meerkampen en hield ervan om in de bossen te crossen. Vanaf 2005 ging ze zich toeleggen op de werpnummers speerwerpen en discuswerpen. Dekkers is houdster van zowel het officieuze Nederlands record voor B-junioren (51,38 m) als het neo-senioren-record (58,99).

## Biografie

### Beginjaren
Als D-junior wierp Dekkers net geen 40 meter met de 400 grams speer (39,76, 2001). Na dit seizoen ging ze wekelijks met Peter Blommerde trainen. Dat leidde ertoe, dat de 600 grams speer het volgende jaar al naar 41,39 vloog. Als tweedejaars B-junior (2005) wierp ze in Helmond 51,39. Toen volgde het Europees Jeugd Olympisch Festival, waar Dekkers het speerwerpen won met een worp van 49,76. Door dit resultaat kwam ze in aanmerking voor deelname aan de Europese kampioenschappen voor junioren in Kaunas. Hier werd ze in de finale twaalfde met 45,78, nadat zij zich eerder had gekwalificeerd met een worp van 49,38. Tijdens dit toernooi werd tevens het eerste contact gelegd met haar latere Amerikaanse coach Steve Lemke.
Nadat er in de winter contacten waren geweest met verschillende Amerikaanse universiteiten, werd besloten om in het voorjaar van 2006 drie universiteiten te bezoeken. Begin mei besloot Evelien Dekkers om na haar eindexamen te gaan studeren op de University of Florida (UF) onder leiding van trainer Steve Lemke. Helaas verliep het wedstrijdseizoen stroef vanwege een voetblessure, die roet in het eten gooide tijdens de WJK in Peking (17e).

### Amerika – University of Florida
De nieuwe aanpak in Amerika resulteerde in de eerste wedstrijd in 2007 direct in een persoonlijk record van 52,40, dat Dekkers in de wedstrijd erna (Sun Angel Classic, Arizona) alweer op 52,84 stelde. Ondanks een inmiddels opspelende blessure (ingescheurd ligament in de elleboog) maakte zij het seizoen daarna af. Ze werd vierde op de South East Conference Championships met 48,18 en zeventiende bij de NCAA-kampioenschappen met 47,39. Achteraf bleek dit onverstandig te zijn geweest, want terug in Nederland kon ze haar elleboog door een vochtophoping niet verder dan zo’n zestig graden buigen. Fysiotherapie gedurende de zomer veroorzaakte, dat Dekkers weliswaar aan de Europese kampioenschappen voor junioren kon deelnemen, maar 'slechts' op het onderdeel discuswerpen.
In de winter van 2007/2008 herstelde de elleboog, maar door een voorzichtige trainingsaanpak resulteerde dit in 2008 niet in uitschieters. Wel wierp Dekkers constant over de 50 meter en werd ze verdienstelijk achtste op de NCAA-kampioenschappen, terwijl ze bij de SEC Championships het speerwerpen won. 
Deze laatste prestatie herhaalde zij een jaar later met een worp van 53,02, gevolgd door een vierde plaats op de NCAA-kampioenschappen met een PR van 53,16. De beoogde piek op de Europese kampioenschappen voor neosenioren in Kaunas kwam er echter niet. Integendeel, de wedstrijd eindigde in een deceptie. Met 46,22 eindigde Evelien Dekkers in haar kwalificatiegroep als laatste. De overgang van het Amerikaanse naar het Europese seizoen had haar te veel problemen bezorgd.

### Laatste jaar Amerika
Na terugkomst in Gainesville werd direct een actieplan gemaakt voor het laatste seizoen als Gator. Evelien Dekkers wilde haar droom waar maken om de NCAA-titel bij het speerwerpen te winnen en tevens deel te nemen aan haar eerste seniorentoernooi, de Europese kampioenschappen voor senioren in Barcelona. In het najaar werd er daarom hard getraind met de sprintgroep, teneinde fitter te beginnen aan het seizoen 2010.
In de eerste wedstrijden van 2010 overheerste bij Dekkers nog de frustraties over haar wedstrijdworpen en/of de weersomstandigheden. Ze wist echter dat, als alle factoren op zijn plaats zouden vallen, er weleens een enorme worp uit voort zou kunnen komen. Uiteindelijk wierp Dekkers tijdens de NCAA-kampioenschappen in haar allerlaatste worp de speer voor UF naar 58,99 en kon ze maar niet geloven, dat het dan eindelijk gelukt was. Toen het team hierdoor ook nog eens derde van Amerika werd, kon ze haar geluk niet meer op.

### Terug in Nederland
Dit keer werd besloten zo lang mogelijk in de VS te blijven, teneinde een betere overgang te creëren naar het Europese seizoen. Twee dagen voor de Nederlandse kampioenschappen kwam Evelien weer terug in Nederland. Hier moest ze vormbehoud tonen voor deelname aan de EK. Met een worp van 54,08 plaatste ze zich net achter concurrente Bregje Crolla. Na een lange discussie werd uiteindelijk besloten om Dekkers te laten deelnemen aan de EK. In Barcelona presteerde zij echter ver onder haar kunnen en eindigde zij in de onderste regionen. Evenmin als in 2009 had Dekkers haar Amerikaanse vorm, ondanks haar langere verblijf in de VS, vast weten te houden.
Vanaf september 2010 traint Evelien Dekkers onder leiding van Keith Beard en Gert Damkat.

## Kampioenschappen

### Internationale kampioenschappen
| Onderdeel   | Titel          | Jaar |
| ----------- | -------------- | ---- |
| speerwerpen | NCAA-kampioene | 2010 |

### Nederlandse kampioenschappen
| Onderdeel   | Jaar |
| ----------- | ---- |
| speerwerpen | 2012 |

## Persoonlijke records
| Onderdeel    | Prestatie | Datum         | Plaats |
| ------------ | --------- | ------------- | ------ |
| discuswerpen | 47,85 m   | 13 april 2007 | Mesa   |
| speerwerpen  | 58,99 m   | 12 juni 2010  | Eugene |

## Palmares

### speerwerpen
- 2005:  EYOF Lignano, 49,76 m
- 2005: 12e EJK Kaunas, 45,78 m (49,38 m in kwal.)
- 2006: 17e WJK Peking, 45,21 m
- 2007: 4e SEC Championships (Tuscaloosa, Ala), 48,85 m
- 2007: 17e NCAA-kamp. (Sacramento, Cal), 47,39 m
- 2008:  SEC Championships (Auburn, Ala), 51,67 m
- 2008: 8e NCAA-kamp. (Des Moines, Iowa), 50,71 m
- 2008:  NK - 45,82 m
- 2009:  SEC Championships (Gainesville, Fla), 53,02 m
- 2009: 4e NCAA-kamp. (Fayetteville, Ark), 53,16 m
- 2009: 10e in kwal. EK U23 Kaunas, 46,22 m
- 2009:  NK - 49,01 m
- 2010:  NCAA-kamp. (Eugene, Ore), 58,99 m
- 2010:  NK - 54,08 m
- 2010: 19e EK Barcelona, 46,37 m
- 2010:  SEC Championships (Knoxville, Ten), 51,42 m
- 2012:  Flynth Recordwedstrijden te Hoorn - 54,40 m
- 2012:  NK - 53,43 m

### discuswerpen
- 2007: 5e SEC championships, (Tuscaloosa, Ala), 47,11 m
- 2007: kwal EJK Hengelo, 45,05 m
- 2014: 9e NK - 40,70 m